# Ernst Kuhr
Ernst Kuhr (* 13. Mai 1912 in Herne; † 3. September 1999 in München) war ein deutscher Schauspieler, Regisseur und Synchronsprecher.
Geboren im Ruhrgebiet wurde Kuhr Schauspieler. Nach Stationen in Stuttgart, Kaiserslautern, 1933 Karlsruhe-Durlach (Naturtheater am Lerchenberg), 1936 Weimar und Breslau wurde der gefragte Schauspieler auch als Synchronsprecher engagiert. Seine weiteren Tätigkeiten lagen im Regiefach, wobei er am Theater Basel einige Schweizer Erstaufführungen leitete. Um 1970 trat er auch verstärkt in Kino- und TV-Filmen auf. Er lebte mit dem Schauspieler Peter Martin Urtel zusammen und starb in München. Beerdigt wurde er in Sommerhausen bei Würzburg, wo er seit den 1930er Jahren im sogenannten Blauen Turm, einem historischen Gebäude der Stadtmauer, lebte.

## Schauspiel
- 1931–1933 am Staatstheater Stuttgart
- 1936–1937 am Deutschen Nationaltheater Weimar als Stab II./A.R24
- Theater Breslau
  - 1942: Die Tochter der Kathedrale von Gerhart Hauptmann[1]

## Regie
- Landestheater Tübingen als Landestheater Württemberg-Hohenzollern, Intendanz Fritz Herterich
  - 1956: Um Lucretia von Jean Giraudoux
  - 1956: Die heilige Johanna von George Bernard Shaw
  - 1956: Ein Phönix zuviel von Christopher Fry
  - 1956: Othello von William Shakespeare
  - 1957: Gas von Georg Kaiser
  - 1957: Antigone von Jean Anouilh
  - 1957: Clavigo von Goethe
  - 1957: Die Ehe des Herrn Mississippi von Friedrich Dürrenmatt
  - 1958: Komödie der Irrungen von Shakespeare
  - 1958: Die Chinesische Mauer von Max Frisch
  - 1958: Sommervögel, oder: Liebe und Freundschaft auf Probe nach Christoph Martin Wieland von Heiner Mey
  - 1958: Die Lorbeermaske von Heinz Coubier
  - 1958: Ein Volksfeind von Ibsen
  - 1958: Die Sündflut von Ernst Barlach
  - 1959: Amphitryon von Kleist
  - 1959: Colombe von Jean Anouilh
  - 1959: Herr Puntila und sein Knecht Matti von Brecht
  - 1959: Impromptu/Die Schule der Frauen von Jean Giraudoux nach Molière
  - 1961: Becket oder Die Ehre Gottes von Jean Anouilh
  - 1962: Der Teufel und der liebe Gott von Sartre
  - 1962: Ein Bruderzwist im Hause Habsburg von Grillparzer
  - 1962: Das Salzburger große Welttheater von Hofmannsthal
  - 1963: Epitrepontes/Das Schiedsgericht von Menander Bearb. Wolfgang Schadewaldt
  - 1963: Undine von Jean Giraudoux
  - 1964: Der Besuch der alten Dame von Friedrich Dürrenmatt

- Theater Basel als Oberspielleiter des Schauspiels
  - 1963: Der Stellvertreter von Rolf Hochhuth, Schweizer Erstaufführung
  - Die Chinesische Mauer von Max Frisch
  - 1964: König Lear von William Shakespeare
  - September 1965: Die Verfolgung und Ermordung Jean Paul Marats dargestellt durch die Schauspielgruppe des Hospizes zu Charenton unter Anleitung des Herrn de Sade von Peter Weiss als Schweizer Erstaufführung
  - 1965: Wallenstein von Friedrich Schiller
  - 1966: Der Besuch der alten Dame von Friedrich Dürrenmatt
  - 1967: Tumult im Narrenhaus von Axel von Ambesser

## Filme
| - 1963: Bartleby, Drama, Brockton - 1967: Der sanfte Lauf - 1967: Der Zündholzkönig – Der Fall Ivar Kreuger, Ake Wikmann - 1967: Kommissar Brahm, TV-Krimi, Staffel 1, Folge 9, Direktor Schöner - 1967: Hugenberg – Gegen die Republik, TV-Drama ZDF, Kurt von Schleicher - 1968: Novemberverbrecher – Eine Erinnerung, Kriegsdrama - 1968: Der Mann, der keinen Mord beging (Fernseh-Mehrteiler) - 1969: Herzblatt oder Wie sag ich’s meiner Tochter?, Komödie, Geschichtslehrer - 1969: Saids Schicksale, TV Märchenfilm, Messour - 1969: Die Verdammten, Luchino Viscontis La caduta degli dei (Götterdämmerung): 2. S.A. Offizier - 1969: Alma Mater, TV-Drama NDR - 1969: Protokoll einer Heirat, Drama, Chefarzt - 1972: Das fliegende Klassenzimmer - 1976: Derrick, TV-Folge 19: Tote Vögel singen nicht |

## Synchronsprecherrollen
| - 1938: Eine Dame verschwindet, Paul Lukas - 1947: Der Fall Paradin, Louis Jourdan - 1949: Die große Leidenschaft, Trevor Howard - 1949: Columbus, Francis Lister - 1950: Die blaue Lagune, Maurice Denham - 1950: The Story of Shirley Yorke/Die Maske fällt, John Robinson - 1952–1962: Don Camillo und Peppone, Stimme des Jesus - 1952: Don Camillo und Peppone - 1953: Don Camillos Rückkehr - 1955: Die große Schlacht des Don Camillo - 1962: Hochwürden Don Camillo - 1953: Lucrezia Borgia, Massimo Serato - 1954: Madame de..., Jean Debucourt - 1959: The Brain from the Planet Arous/Die Augen des Satans (1957), Ken Terrell - 1961: Letztes Jahr in Marienbad, Giorgio Albertazzi - 1962: Der Todeskandidat, Patrick McGoohan - 1963: L’Ombra di Zorro/Zorro, der schwarze Raecher, Marco Tulli - 1964: An einem trüben Nachmittag, Richard Attenborough - 1964: Red River, Ivan Parry, in der 2. Kinofassung - 1968: Der Ritus, Erik Hell - 1969: Der dünne Mann (1934), Edward Ellis, ZDF - 1969: Berüchtigt, Claude Rains in der ZDF-Neufassung - 1969: Die Folterkammer des Dr. Fu Man Chu, Osvaldo Genazzani - 1969: Nummer 6, Folge 11 Das Amtssiegel, André Van Gyseghem - 1970: Sette Baschi Rossi/Sieben dreckige Teufel, Gino Marturano - 1970: Magic Christian, Patrick Cargill - 1970: Die Milchstraße, Marius Laurey, ARD - 1970: Der tapfere Kaempfer, Mario Lago, ZDF - 1970: Cyrano de Bergerac/Der letzte Musketier (1950), Ralph Clanton - 1970: Die Reise nach Tokyo (1953), Chishu Ryu - 1971: Später Frühling (1949), Chishu Ryu - 1971: Tarzan und die Nazis (1942), Petro de Cordoba, deutsche ZDF Erstausstrahlung - 1972: Bill McKay – Der Kandidat, Gerald Hiken - 1972: Sein Mädchen für besondere Fälle (1940), Ernest Truex - 1972–74: Star Trek - 1972: Folge 2x13 Kennen Sie Tribbles?, Ed Reimers - 1974: Folge 1x07 Der Fall Charly, Abraham Sofaer - 1974: Folge 2x14 Brot und Spiele, Ian Wolfe - 1973: Der junge Löwe, Clive Morton - 1973: Cagliostro, Jacques Hilling - 1974: Die Akte Odessa, Hans Caninenberg - 1974: Bei mir liegst du richtig, Ed Barkey - 1975: Die letzte Nacht des Boris Gruschenko, Sol L. Frieder - 1975: Doc Savage – Der Mann aus Bronze, Federico Roberto |

## Hörspiele
- 1970 ORF, Wolfgang Hildesheimer: Maxime
- 1977, Biene Maja, Kinderhörspielreihe Poly Band 8: Lehrer Fidelbogen